# Persone di nome Francesco/Allenatori di calcio
| Questa pagina contiene informazioni ricavate automaticamente dalle voci biografiche con l'ausilio del template Bio e di un bot. L'aggiornamento è periodico e automatico e ricostruisce completamente la pagina. Se manca una persona in questa lista, sei pregato di non aggiungerla, ma accertati piuttosto che la sua voce biografica contenga il template Bio e che i dati anagrafici siano correttamente compilati. Se il template Bio manca, inseriscilo tu stesso o, in alternativa, metti l'avviso {{tmp\|Bio}} che ne segnala la mancanza. Se i dati riportati sono sbagliati, correggi direttamente la voce biografica; le modifiche saranno visibili in questa lista entro pochi giorni. Per chiarimenti vedi il progetto antroponimi. La lista contiene solo le 56 persone che sono citate nell'enciclopedia e per le quali è stato implementato correttamente il template Bio. Pagina aggiornata al 6 giu 2025. |

Questa è una lista di persone presenti nell'enciclopedia che hanno il nome Francesco e sono allenatori di calcio.

## A(2)
- Francesco Aguzzoli, allenatore di calcio e calciatore italiano (Campogalliano, n. 1935 - Baggiovara, † 2019)
- Francesco Antonioli, allenatore di calcio e ex calciatore italiano (Monza, n. 1969)

## B(5)
- Francesco Baiano, allenatore di calcio e ex calciatore italiano (Napoli, n. 1968)
- Francesco Baldini, allenatore di calcio e ex calciatore italiano (Massa, n. 1974)
- Francesco Benussi, allenatore di calcio e ex calciatore italiano (Mestre, n. 1981)
- Francesco Bolzoni, allenatore di calcio e ex calciatore italiano (Lodi, n. 1989)
- Francesco Brignani, allenatore di calcio e calciatore italiano (Drizzona, n. 1948 - Cervia, † 1993)

## C(8)
- Francesco Calì, allenatore di calcio, calciatore e arbitro di calcio italiano (Riposto, n. 1882 - Genova, † 1949)
- Francesco Calzona, allenatore di calcio italiano (Vibo Valentia, n. 1968)
- Francesco Canella, allenatore di calcio e ex calciatore italiano (Noventa di Piave, n. 1939)
- Francesco Capocasale, allenatore di calcio e calciatore italiano (Bari, n. 1916 - Bari, † 1998)
- Francesco Carbone, allenatore di calcio e ex calciatore italiano (Roma, n. 1980)
- Francesco Casagrande, allenatore di calcio e ex calciatore italiano (Mareno di Piave, n. 1953)
- Francesco Colonnese, allenatore di calcio e ex calciatore italiano (Potenza, n. 1971)
- Francesco Cozza, allenatore di calcio e ex calciatore italiano (Cariati, n. 1974)

## D(5)
- Francesco D'Arrigo, allenatore di calcio e ex calciatore italiano (Lucca, n. 1958)
- Francesco Del Morgine, allenatore di calcio e calciatore italiano (Cosenza, n. 1920 - † 2008)
- Francesco Della Rocca, allenatore di calcio e ex calciatore italiano (Brindisi, n. 1987)
- Francesco Dettori, allenatore di calcio e ex calciatore italiano (Sassari, n. 1983)
- Francesco Di Benedetto, allenatore di calcio italiano (Altamura, n. 1941 - Altamura, † 2021)

## F(2)
- Francesco Farioli, allenatore di calcio italiano (Barga, n. 1989)
- Francesco Fiori, allenatore di calcio e ex calciatore italiano (Sassari, n. 1967)

## G(3)
- Franco Gagliardi, allenatore di calcio e dirigente sportivo italiano (Casole Bruzio, n. 1947)
- Francesco Galeoto, allenatore di calcio e ex calciatore italiano (Palermo, n. 1972)
- Francesco Giorgini, allenatore di calcio e ex calciatore italiano (Giulianova, n. 1949)

## L(1)
- Francesco Lamberti, allenatore di calcio e calciatore italiano (Medicina, n. 1921 - Brescia, † 2012)

## M(6)
- Francesco Magnanelli, allenatore di calcio e ex calciatore italiano (Umbertide, n. 1984)
- Francesco Mazzoleni, allenatore di calcio e calciatore italiano (Bergamo, n. 1908)
- Francesco Meregalli, allenatore di calcio e calciatore italiano (Sesto San Giovanni, n. 1918 - Lecco, † 1991)
- Francesco Modesto, allenatore di calcio e ex calciatore italiano (Crotone, n. 1982)
- Francesco Monaco, allenatore di calcio e ex calciatore italiano (Latiano, n. 1960)
- Francesco Moriero, allenatore di calcio e ex calciatore italiano (Lecce, n. 1969)

## N(1)
- Francesco Nocera, allenatore di calcio e ex calciatore italiano (Napoli, n. 1968)

## O(1)
- Francesco Oddo, allenatore di calcio e dirigente sportivo italiano (Trapani, n. 1946)

## P(4)
- Francesco Parravicini, allenatore di calcio e ex calciatore italiano (Milano, n. 1982)
- Francesco Pedone, allenatore di calcio e ex calciatore italiano (Milano, n. 1968)
- Francesco Petagna, allenatore di calcio e calciatore italiano (Taranto, n. 1923 - Trieste, † 2000)
- Francesco Pisano, allenatore di calcio e ex calciatore italiano (Cagliari, n. 1986)

## Q(1)
- Francesco Quintini, allenatore di calcio e ex calciatore italiano (Roma, n. 1952)

## R(2)
- Francesco Radio, allenatore di calcio e ex calciatore italiano (Bau Haren, n. 1953)
- Francesco Rocca, allenatore di calcio e ex calciatore italiano (San Vito Romano, n. 1954)

## S(6)
- Francesco Scaratti, allenatore di calcio e calciatore italiano (Roma, n. 1939 - Roma, † 2013)
- Franco Scoglio, allenatore di calcio italiano (Lipari, n. 1941 - Genova, † 2005)
- Francesco Scoppa, allenatore di calcio e calciatore italiano (Soverato, n. 1955 - Davoli, † 1994)
- Francesco Simonetti, allenatore di calcio e calciatore italiano (Lecco, n. 1906 - Bergamo, † 1956)
- Francesco Stanzione, allenatore di calcio e ex calciatore italiano (Sant'Agata de' Goti, n. 1953)
- Francesco Statuto, allenatore di calcio e ex calciatore italiano (Roma, n. 1971)

## T(4)
- Francesco Tagliani, allenatore di calcio e calciatore italiano (Lomazzo, n. 1914)
- Francesco Tavano, allenatore di calcio e ex calciatore italiano (Caserta, n. 1979)
- Francesco Tudisco, allenatore di calcio e ex calciatore italiano (Acireale, n. 1968)
- Francesco Turrini, allenatore di calcio e ex calciatore italiano (Foligno, n. 1965)

## V(3)
- Francesco Valiani, allenatore di calcio e ex calciatore italiano (Pistoia, n. 1980)
- Francesco Vincenzi, allenatore di calcio e ex calciatore italiano (Bagnolo Mella, n. 1956)
- Francesco Volpe, allenatore di calcio e ex calciatore italiano (Napoli, n. 1986)

## Z(2)
- Francesco Zanoncelli, allenatore di calcio e ex calciatore italiano (Milano, n. 1967)
- Francesco Zerbini, allenatore di calcio e ex calciatore italiano (Arezzo, n. 1979)